# Gentianella yuparensis
Gentianella yuparensis là một loài thực vật có hoa trong họ Long đởm. Loài này được (Takeda) Satake mô tả khoa học đầu tiên năm 1959.